# 프로페셔널 비디오 카메라

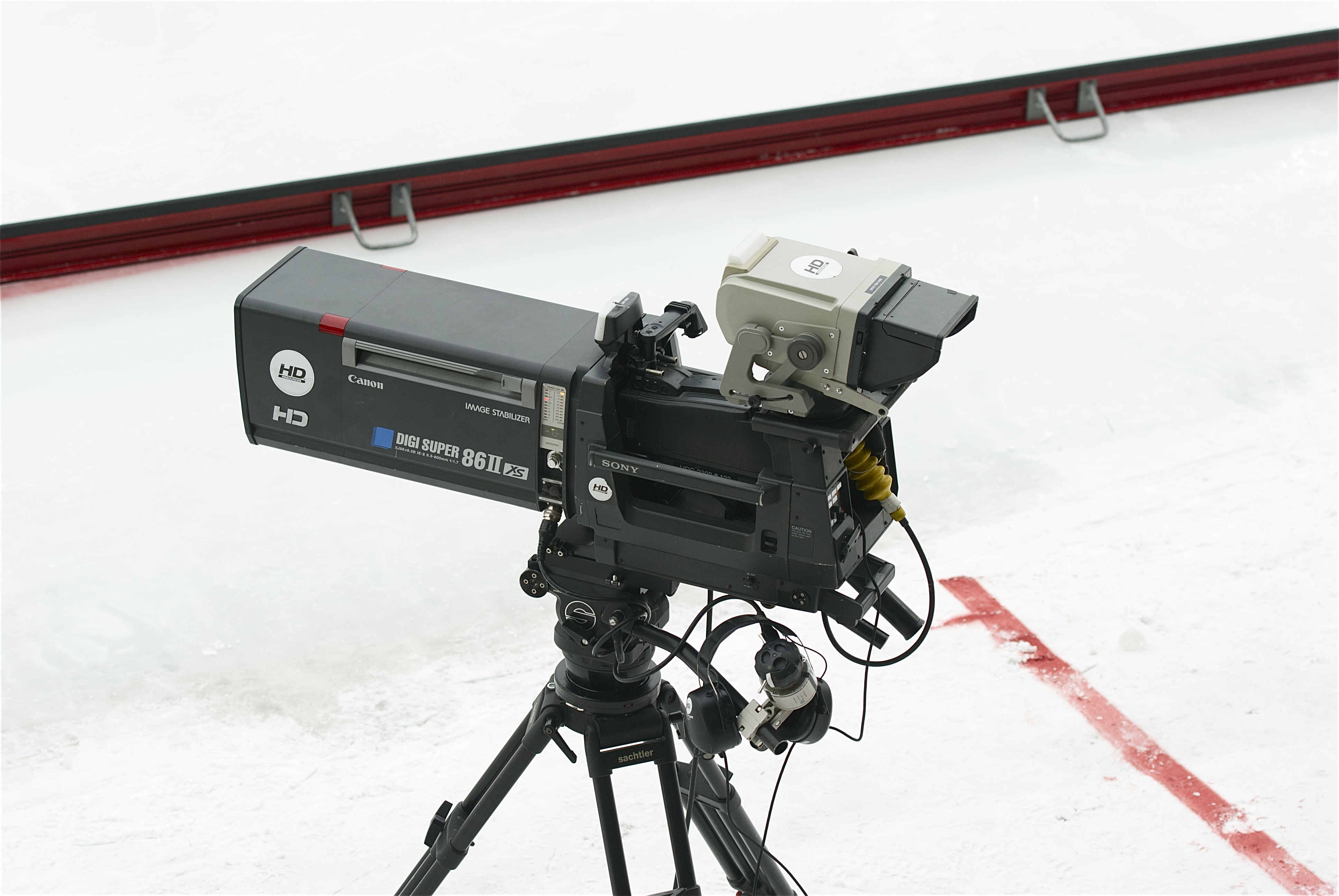
현대의 디지털 텔레비전 카메라

프로페셔널 비디오 카메라(영어: professional video camera, PVC) 또는 텔레비전/TV 카메라(영어: television camera, TV camera)는 전기적으로 움직이는 이미지를 생성하는(필름에 상을 기록하는 영화 촬영기와는 반대임) 하이엔드급 장치이다.

## 개요
텔레비전은 화상을 보내는 데 2차원의 명암을 시간적으로 변화하는 전기신호로 변환한다. 이를 주사(朱査) 혹은 스캐닝(scanning)라고 하는데 이에 의하여 전기신호를 만들어 내는 장치를 텔레비전 카메라라고 한다. 텔레비전 카메라는 촬상관(撮像管)과 그의 제어장치 및 증폭기 등으로 이루어져 있다.
화상을 분해하고 다시 화상을 만들어 내고 있는 것의 예로 신문사진(新聞寫眞)이 있다. 이것은 화상을 많은 점으로 분해하고, 신문지상에 재현할 때는 흰 곳은 점의 크기를 작게 하고, 검은 곳은 크게 하여 농도(濃度)의 차를 내고 있다.
이것과 마찬가지로 텔레비전에서도 화상을 점으로 분해한다. 먼저 렌즈로 상을 맺고 상이 있는 곳에 작은 광전관을 많이 배열한다. 이렇게 하여 스위치 S를 전환해 가면 스위치가 접속된 광전관으로부터 광전류가 저항 Ri에 흘러 출력으로 나온다. 즉, 순차 스위치를 전환함으로써 주사가 행하여지게 되는 것이며 이에 의하여 광상(光像)이 전기신호로 바뀌게 된다.
그런데 실제의 텔레비전에서는 화면의 크기는 세로 3·가로 4의 비율로 되어 있다. 그리고 이 세로를 525개의 점으로 분할한다. 그렇게 되면 가로에 배열되는 점의 수는 점의 수는 도합 525×700＝36만 7,500개나 된다. 이 점들의 하나하나를 회소(繪素)라고 한다.
이와 같이 매우 가늘게 나누고 있으나 이 방법은 그다지 좋은 방법이라고 할 수 없다. 왜냐 하면 광전관에는 쉴새 없이 빛이 들어오고 있음에도 불구하고 1개의 광전관이 유효하게 동작하는 시간은 전체의 약 40만분의 1에 지나지 않기 때문이다.

## ENG 카메라
ENG 비디오 카메라는 처음에 뉴스 카메라 운용사들이 사용하기 위해 설계되었다. 더 작은 소비자용 캠코더와 일부 유사한 면이 있으나 몇 가지 부분에서 차이가 있다:
- ENG 카메라는 더 크고 더 무거우며 보통 카메라 숄더 등에 의해 지원된다.
- 플루이드 헤드가 있는 삼각대에 장착한다.
- 3 CCD나 CMOS 액티브 픽셀 센서를 사용하며 각각이 원색을 갖는다.
- 교환 가능한 렌즈를 갖추고 있다.

## EFP 카메라
전자 현장 제작 카메라는 스튜디오 카메라와 유사하지만, 주로 여러 대의 카메라를 전환하여 사용하는 구성으로 사용되지만, 스튜디오 환경 밖에서 콘서트, 스포츠, 특별 행사의 생방송 뉴스 취재 등에 사용된다. 이 다재다능한 카메라는 어깨에 메거나 카메라 받침대나 크레인에 장착할 수 있으며, 스튜디오 카메라 장착용으로 제작된 크고 매우 긴 초점거리의 줌 렌즈를 사용한다. 이 카메라 자체로는 녹화 기능이 없으며, 광섬유, 트라이액스, 무선 주파수 또는 사실상 구식이 된 멀티코어 케이블을 통해 방송 차량으로 신호를 전송한다.

## 같이 보기
- 아카이 (기업)
- 암펙스
- 존 로지 베어드
- 베타캠
- 디지털 시네마토그래피
- 이케가미통신기
- NTSC
- PAL
- 필립스
- RCA (기업)
- 소니그룹
- 비디오 카메라 튜브